# Dodești
Dodești is een Roemeense gemeente in het district Vaslui.
Dodești telt 1855 inwoners.

</text>